# Transfert
Transfert ('overdracht') is een Italiaanse dramafilm uit 2018 onder regie van Massimiliano Russo. De film is een psychologische thriller over psychoanalyse.

## Verhaal
Stefano Belfiore is een jonge maar scherpzinnige en empathische psycholoog. Als hij met moeilijke patiënten te maken heeft consulteert hij zijn supervisor Giovanni. De zussen Chiara en Letizia komen bij hem voor psychoanalyse, maar ze denken beiden dat het de ander is die dit nodig heeft. Stefano neemt beide zussen apart in analyse. Wanneer Stefano Sofia interfereert, krijgen de psychoanalyse en de levens van Stefano, Chiara, Letizia en Giovanni verrassende en dramatische wendingen onder invloed van overdracht, tegenoverdracht en projectie. 

## Rolverdeling
- Alberto Mica als Stefano Belfiore
- Massimiliano Russo als Stefano Sofia
- Clio Scira Saccà als Chiara
- Paola Roccuzzo als Letizia
- Rosario Pizzuto als Giovanni
- Enrico Sortino als Claudio
- Rossella Cardaci als Alice